# خافيير غيرا
خافيير غيرا (بالإسبانية: Javier Guerra)‏ هو منافس ألعاب قوى إسباني، ولد في 10 نوفمبر 1983 في شقوبية في إسبانيا.

## وصلات خارجية
- خافيير غيرا على موقع الاتحاد الدولي لألعاب القوى (الإنجليزية)
- خافيير غيرا على موقع اللجنة الأولمبية الدولية (الإنجليزية)
- خافيير غيرا على موقع أوليمبيديا (الإنجليزية)